# 조호르바루의 환희
조호르바루의 환희(일본어: ジョホールバルの歓喜)는 말레이시아의 조호르바루에서 열린 1998년 FIFA 월드컵 아시아 지역 예선에서 일본 축구 국가대표팀이 이란 축구 국가대표팀을 꺾고 일본 축구 역사상 최초의 FIFA 월드컵 본선 진출을 이루어낸 일을 일컫는다.

## 경기 결과
| 일본                                | 3 – 2 (연장) | 이란                    |
| ----------------------------------- | ------------ | ----------------------- |
| 마사시 39′ · 쇼지 75′ · 오카노 118′ |              | 아지지 46′ · 다에이 58′ |